# Селкет
Се́лкет (егип. Srqt; также известная как Серкет, Серкет-хетит) — древнеегипетская богиня, покровительница мёртвых, дочь Ра, помогающая ему поражать врагов. Особенно почиталась в Нижнем Египте.

## Изображение

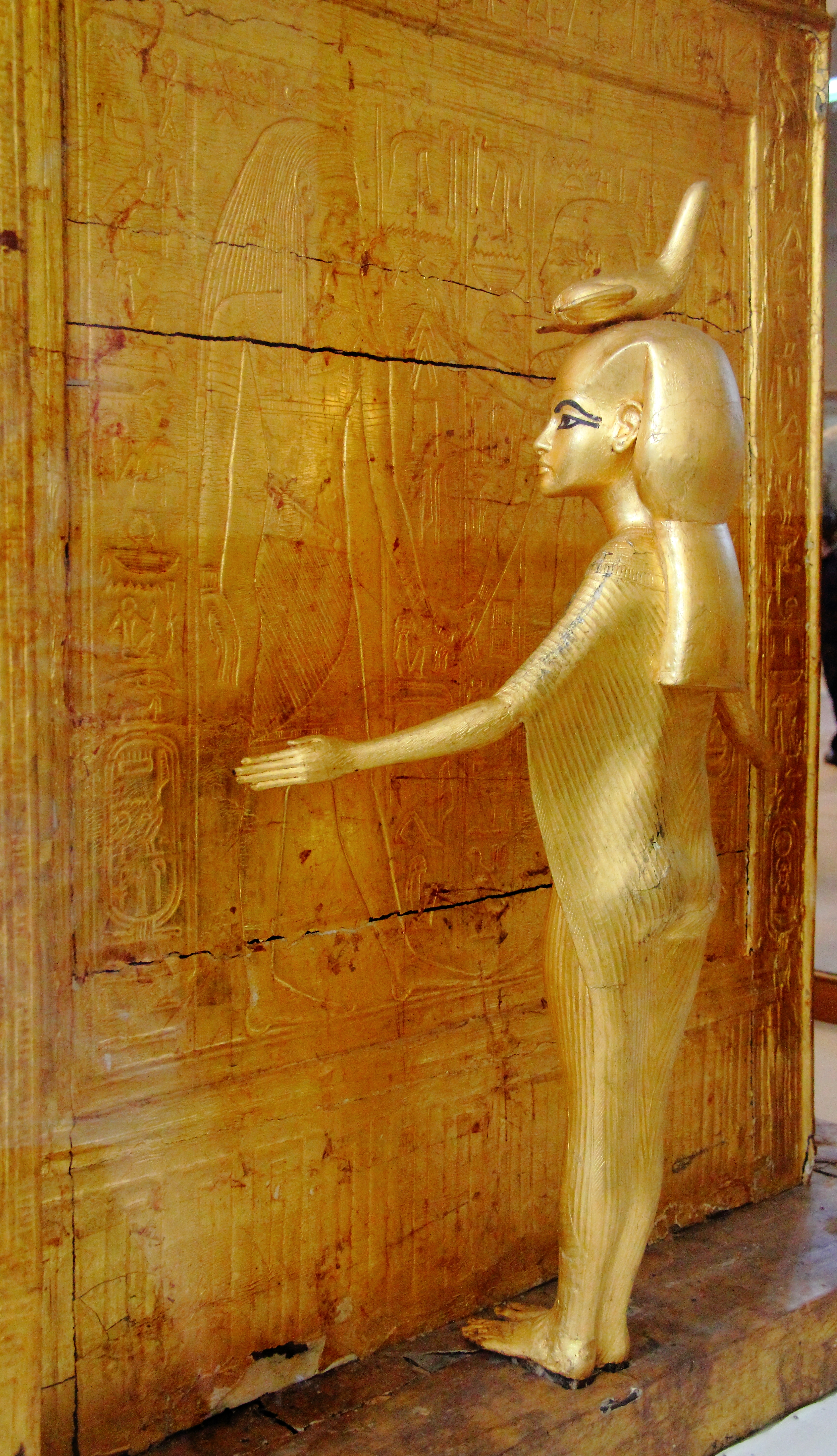
Статуя Селкет из гробницы Тутанхамона. Каирский египетский музей (JE 60686)

Наиболее известен вариант изображения Селкет в виде стоящей женщины со скорпионом на голове, из-за чего ее также называют богиней скорпионов. Тем не менее высказываются существенные сомнения по поводу общепринятой идентификации: существо, изображаемое на голове богини, лишено характерного для скорпиона изогнутого в обратную сторону хвоста с жалом, что удивительно на фоне обычной точности египетских изображений животных. При этом изображение соответствует внешнему виду водяного скорпиона (Nepa rubra), не имеющей отношения к скорпионам разновидности водных насекомых, характерная для которых дыхательная трубка к тому же указывает на значение имени Селкет «Та, кто даёт дышать». В ипостаси богини-хранительницы канопы Кебехсенуфа она предстает с распростертыми руками, готовая обнять и защитить.
Однако в ипостаси божественной матери Селкет изображается совершенно иначе: с телом женщины и с головой льва или крокодила, вооруженная ножами. Изображения в гробницах показывают её не только в антропоморфной форме, но и в чисто зооморфной — в образе скорпиона, льва или приподнявшейся кобры.

## Имя
Селкет восходит к старому фонетическому прочтению иероглифов. Однако в настоящее время исходят из того, что наиболее близким к произношению эпохи фараонов будет прочтение Серкет, что приблизительно означает «та, кто даёт дышать». Вариант Серкет-Хетит основан на явно более ранней форме начертания имени. Хетит переводится как «горло», так что имя богини звучит как «та, кто даёт горлу дышать». Наконец, вариант написания Селкис, принятый в греческих текстах, перешёл оттуда в другие языки.

## Мифология
Культ Селкет берёт свое начало из дельты Нила, указания на поклонение этой богине встречаются уже в эпоху Первой Династии. Также как одна из божественных матерей она упоминается в Текстах пирамид Древнего Царства, где её называют матерью бога-змея Нехебкау и в связи с этим «вскармливающей царя». Она является богиней-покровительницей целителей, так как отводит и исцеляет укусы ядовитых животных и насекомых, в особенности скорпионов. Селкет также сражается с Апопом.
Дальнейшие упоминания Селкет встречаются также в мифологическом повествовании о рождении бога Гора, где она вместе с Нефтидой помогают богине Исиде после того, как бога-ребëнка укусил скорпион. Вместе с Исидой, Нейт и Нефтидой она является одной из четырех богинь, покровительствующих сыновьям Гора. Она защищает канопу Кебехсенуфа, в которой хранится кишечник умершего. Предположительно поэтому Селкет также упоминается в древнеегипетском тексте как Nebet-per-nefer, то есть «Хозяйка прекрасного дома», как называлось место бальзамирования или «Дома благоустройства».

## Культ
Культ Селкет прочно связан с историей о великом воине Менесе. Под покровительством Богини скорпионов, Менес выиграл множество войн и стал её верным жрецом. Фараон любил и уважал богиню настолько, что носил герб с изображением скорпиона и называл себя «Царём — скорпионом». После смерти воина Селкет взяла его к себе во служение на небо.
Лекарь Псамметихсенеб, живший при XXVI династии (664—525 годы до н. э.), носил среди прочих титулы заклинатель скорпионов и сын Селкет, которые также высечены на его саркофаге.